# Ихлен, Нильс Клаус
Нильс Клаус Ихлен (норв. Nils Claus Ihlen; 24 июля 1855 — 22 марта 1925) — норвежский инженер и политик, член Либеральной партии, в 1913—1920 годах министр иностранных дел Норвегии.

## Личная жизнь
Родился в Шедсму. Был старшим ребёнком Винсента Турманна Ихлена (1826—1892) и Биргитте Элизабет Мёрш (1830—1913). Двоюродный брат Кристиана Ихлена, племянник Нильса Ихлена и Якоба Турманна Ихлена, правнук создателя Конституции Норвегии Оле Клаузена Мёрша Пера Лунда.
В августе 1892 года женился на актрисе Констансе Бруун, но в октябре 1894 года она скончалась. В феврале 1898 года женился на дочери полковника Генриетте Марии Лунде (1870—1962). В браке у них родилось несколько дочерей и сыновей. Сыновьям Нильсу, Йоакиму и Альфу достались по наследству семейные предприятия.

## Карьера
Ихлен получил образование в Швейцарской высшей технической школе Цюриха, в 1877 году вернулся в Норвегию, где год работал в железнодорожной компании. В 1878 году был нанят отцом на металлургический завод Strømmens Værksted, работал менеджером. В 1883 году вступил во владение заводом. В 1908 года он сменил род занятий, передав завод младшему брату.
Пришёл в политику в 1899 году, когда был назначен мэром муниципалитета Шедсму, находился в этой должности до 1904 года и снова с 1907 по 1910 года. В 1907 году был выбран в парламент, представлял сельский избирательный округ Mellem Romerike.
Через год был назначен министром труда в первом кабинете Кнудсена. Во время пребывания в должности достиг больших успехов, в том числе открытия железных дорог Рьюкан и Берген. В 1908 и 1909 годах его место в парламенте занимал Мартин Лёкен, в 1910 году Ихлен не переизбирался в парламент. Первый кабинет Кнудсена прекратил свои полномочия в феврале 1910 года, но когда 31 января 1913 года был сформирован второй кабинет, Ихлен был назначен министром иностранных дел. Находился в этой должности всю Первую мировую войну, во время которой Норвегия сохраняла нейтралитет. В июле 1918 года был назначен министром промышленного снабжения. В июне 1920 года Ихлен сложил с себя обязанности в связи с прекращением полномочий второго кабинета Кнудсена, уйдя из политики.
Нильс Ихлен умер в 1925 году в Христиании.